# Jan Muskata
Jan Muskata (ur. ok. 1250, zm. 7 lutego 1320) – biskup krakowski w latach 1294–1320, polityk okresu walk o zjednoczenie Królestwa Polskiego na przełomie XIII i XIV wieku, stronnik królów Czech i Polski Wacława II i Wacława III oraz zagorzały przeciwnik Władysława Łokietka.

## Droga Jana Muskaty do biskupiej infuły do 1294 r.
Jan Muskata urodził się około 1250 roku we Wrocławiu. Jego ojcem był mieszczanin, bogaty patrycjusz, właściciel kramu na rynku wrocławskim, w którym handlował m.in. egzotyczną przyprawą korzenną – gałką muszkatołową. Od jej łacińskiej nazwy urobiono przydomek przyszłego biskupa krakowskiego, a podobiznę owej gałki umieszczono w herbie biskupa obok trzech koron. Jan Muskata był więc z pochodzenia Ślązakiem, potomkiem mieszczanina, przybysza z Niemiec. Karierę duchowną ułatwiło Janowi Muskacie wysokie wykształcenie. Studiował na uniwersytecie w Bolonii, gdzie uzyskał tytuł magistra sztuk wyzwolonych i słuchał wykładów z prawa. Jego pierwsze godności kościelne to beneficja kanonika katedralnego we Wrocławiu i Krakowie oraz archidiakona w Łęczycy. Wypłynął na szerokie wody w czasie głośnego sporu o immunitet, jaki toczyli ze sobą biskup wrocławski Tomasz II i tamtejszy książę – Henryk IV Probus. Muskata był posłem biskupa Tomasza do Rzymu, a następnie mediatorem w konflikcie, cenionym i nagradzanym przez obie strony. W Rzymie załatwił sobie bardzo dochodowe i ważne stanowisko – papieskiego kolektora świętopietrza na Polskę. Nawiązał też współpracę z potężnym władcą Czech, Wacławem II, któremu oddał nieznane bliżej przysługi w czasie sporu z poprzednim biskupem krakowskim – Prokopem.

## W służbie Wacława II, władcy czeskiego (1294–1303)
11 lipca 1294 r. prałaci i kanonicy krakowskiej kapituły katedralnej zebrali się w celu dokonania wyboru nowego biskupa. Elekcja ta miała przebieg bardzo niecodzienny. Jan Muskata zadbał o swój sukces wyborczy, obiecując kanonikom awanse oraz pozyskując obietnicami nadań królewskiego starostę. W czasie trwania elekcji przed budynek przybył starosta wraz z wojskiem i okazał duchownym list króla Wacława II popierający kandydaturę Muskaty. Już od początku swoich rządów spotykał się nowy biskup krakowski z dowodami niezwykłej łaski króla Wacława II, który tytułował go swoim księciem i kapelanem oraz obdarzał licznymi nadaniami. Biskup krakowski swą demonstracyjną nieobecnością na koronacji Przemysła II w Gnieźnie w 1295 r. okazał dezaprobatę wobec planów politycznych tego księcia, godzących w interesy Wacława. W zamian za to czeski król wydał specjalny przywilej, w którym nazwał biskupa „principis et fidelis”, co świadczyło o ogromnym zaufaniu jakim go obdarzył. Ochoczo pojechał za to do Pragi na koronację Wacława II w 1297 r. Prawdopodobnie uczestniczył on także w imieniu króla Czech w pertraktacjach z księciem Władysławem Łokietkiem i rozmowach z opozycją możnowładczą w Wielkopolsce. Jan Muskata wziął udział w wyprawie zbrojnej Wacława przeciw Łokietkowi w 1300 r., zakończonej jego wygnaniem z Polski i koronacją Przemyślidy w Gnieźnie na króla Polski. Kiedy w 1301 r. na królu Andrzeju III wygasła węgierska dynastia Arpadów, najpoważniejszym kandydatem do tronu okazał się król Czech i Polski Wacław II, a właściwie jego syn i imiennik Wacław III, koronowany na króla Węgier jako Władysław V. W triumfalnym początkowo pochodzie młodszego Wacława po Koronę Świętego Stefana uczestniczył i Jan Muskata. Musiał on oddać królowi jakieś cenne usługi, został bowiem mianowany podkanclerzym Królestwa Węgierskiego, dla swego biskupstwa uzyskując cenne nadanie (Pławiec). Dopiero kiedy w walki o koronę węgierską wmieszał się przeciw Wacławowi papież Bonifacy VIII, Muskata, obawiając się utraty biskupstwa, w pośpiechu powrócił do Polski. Jego decyzję o powrocie przyspieszyła akcja kościelnego zwierzchnika – metropolity gnieźnieńskiego Jakuba Świnki, który obłożył Jana Muskatę karami kościelnymi.
Można przypuszczać, że biskup krakowski snuł plany uniezależnienia swej diecezji spod kościelnej jurysdykcji Gniezna i przyłączenia do planowanej metropolii praskiej. Od początku rządów biskup Jan Muskata dbał o umacnianie gospodarczej i militarnej pozycji biskupów krakowskich oraz króla na obszarze swojej diecezji. Jego głównym celem była budowa księstwa biskupiego wokół posiadłości biskupów krakowskich w Małopolsce, na wzór biskupów wrocławskich. Po uzyskaniu stosownego przywileju Wacława, otoczył murami najbogatsze z biskupich miast – górniczy Sławków oraz obwarował inne ośrodki dóbr, m.in. Iłżę, Tarczek i Kielce. Jego największym przedsięwzięciem budowlanym było wzniesienie zamku w biskupiej wsi Lipowiec. Jan Muskata okazał się w tym okresie świetnym gospodarzem i zarządcą dóbr kościelnych, jednak bardzo niedbałym duszpasterzem. Zaniedbywał obowiązki wizytacyjne i liturgiczne, nie potrafił wysiedzieć na nabożeństwach, a do tego łamał celibat z niejaką Gerussą – córką wójta sądeckiego.

## Wojna domowa o Małopolskę 1304–1305
Jan Muskata jako biskup krakowski był przede wszystkim politykiem. Król Wacław powierzył mu ważną funkcję starosty, czyli królewskiego namiestnika w ziemiach krakowskiej i sandomierskiej. Miało to miejsce zapewne dwukrotnie w latach 1303–1305 i 1305–1306. Większość oskarżeń skierowanych przeciw Muskacie w procesach kanonicznych dotyczyła czynności związanych z tym urzędem. Mówiono więc np. o licznych „mężobójstwach” Muskaty, które w rzeczywistości były egzekucjami dokonanymi na rozkaz biskupa – starosty na wrogach politycznych króla. Latem 1304 r. arcybiskup Jakub Świnka ponownie zaatakował Muskatę. Król czeski doprowadził 21 sierpnia 1304 r. do korzystnego dlań wyroku sądu rozjemczego pod przewodnictwem biskupa wrocławskiego Henryka z Wierzbna.
Jesienią 1304 r., z pomocą zaprzyjaźnionych możnowładców węgierskich, powrócił do Polski z wygnania książę Władysław Łokietek, którego od razu poparła cała antyczeska opozycja. W 1304 r. Łokietek zajął Wiślicę, a w 1305 r. – zdobył Sandomierz. W tym czasie w Małopolsce zaczęła się wojna domowa. Dowódcy najemnych oddziałów Jana Muskaty w swych ciągłych wyprawach pacyfikacyjnych palili i grabili miasta, wsie i kościoły (ogółem podobno aż 37). Sam biskup krakowski miał wskazywać swym podwładnym topór jako najlepszy „klucz św. Piotra” do otwierania kościołów zarządzanych przez księży wiernych Łokietkowi. Świątynie były gruntownie rabowane ze sprzętów kościelnych i ksiąg oraz dewastowane w poszukiwaniu pieniędzy. Ludzie Muskaty chwytali i więzili dla okupu niewinnych ludzi w zamkach i warowniach. Biskup Jan często przebywał pod jednym dachem ze swoimi dowódcami, udzielał im sakramentów i błogosławił, a także udzielał dyspensy od postów.

## Decydująca rozgrywka o Kraków w 1306 r.
Kiedy 21 czerwca 1305 r. w dalekiej Pradze zmarł król Czech i Polski – Wacław II, jego następcą został 16-letni syn i imiennik – Wacław III. Wraz ze śmiercią starszego Wacława, większość rycerstwa i panów małopolskich poczuła się zwolniona z przysięgi wobec niego i przeszła na stronę Łokietka. Najważniejszym celem dla Wacława III stało się, być może pod wpływem rad Jana Muskaty, utrzymanie w swym ręku przynajmniej części północnych zdobyczy ojca, a zwłaszcza zamożnego Śląska i Małopolski. Przystąpił on więc do montowania wielkiej wyprawy przeciw Władysławowi Łokietkowi. Tymczasem w Kunowie w Małopolsce rycerze z rodu Toporczyków na krótko pojmali Muskatę i zmusili go do przysięgi na wierność Łokietkowi.
Jan Muskata przysięgi tej nie dotrzymał i powrócił do Krakowa, aby przygotować grunt pod wyprawę zbrojną młodego Wacława. Biskup krakowski doprowadził do ślubu Wacława III z Violą księżniczką cieszyńską, aby otworzyć królowi Czech bezpieczną drogę na Kraków przez posiadłości teścia. Jednocześnie w Małopolsce szwagier Muskaty – Gerlach de Culpen – obległ, zdobył i spalił sprzyjające Łokietkowi opactwo benedyktynów w Tyńcu. Chcąc sparaliżować niebezpieczne działania biskupa krakowskiego, do akcji ponownie przystąpił, popierający Łokietka, arcybiskup gnieźnieński Jakub Świnka. Jego dwaj kanonicy w dniu 12 lipca 1306 r. rozpoczęli w Sandomierzu zaoczny proces kanoniczny przeciw niebezpiecznemu biskupowi krakowskiemu. W sierpniu 1306 r. Jan Muskata przebywał w Krakowie, wspólnie z wiernymi Czechom mieszczanami krakowskimi przygotowując zamek i miasto do przyjęcia armii Wacława. Losy Władysława Łokietka wydawały się przesądzone w obliczu przeważających sił czeskich, ale w dniu 4 sierpnia 1306 r. w Ołomuńcu na Morawach, został skrytobójczo zasztyletowany Wacław III. Zebrana armia czeska odmówiła dalszego marszu na Kraków, a Czechy pogrążyły się w zamęcie dynastycznych walk o koronę. W tej sytuacji Muskacie i innym stronnikom czeskim w Polsce usunął się grunt spod nóg. W dniu 1 września 1306 r., w Krakowie, odbył się wielki wiec, na którym rycerstwo, mieszczanie i biskup krakowski uznali za swego władcę księcia Władysława. Opuszczona załoga czeska na Wawelu skapitulowała lub została pokonana i nowy książę uroczyście rozpoczął swe panowanie. Nagrodą za zmianę postawy był przywilej Władysława Łokietka dla biskupa Jana Muskaty z 2 września 1306 r., pełen daleko idących obietnic i nowych, nigdy nie spełnionych nadań (np. zwrot Biecza, nadanie Chęcin).

## Dalsze spory i procesy z Władysławem Łokietkiem 1307–1320
Już rok później konflikt Jana Muskaty z nowym władcą Polski miał się odnowić. Zaczęło się od z pozoru błahej sprawy – spustoszenia dóbr biskupich przez książęcych rycerzy. Gdy biskup próbował nawiązać stosunki z politycznymi rywalami Łokietka, zapewne Henrykiem III, księciem głogowskim lub Mikołajem, księciem opawskim, został wygnany z diecezji. Biskupstwo utraciło wszystkie cenne nabytki gospodarcze z czasów Wacławów, a nawet na pewien czas inne starsze posiadłości. Jednocześnie wspierający księcia arcybiskup gnieźnieński Jakub Świnka ponownie wytoczył Muskacie proces kanoniczny i 14 czerwca 1308 r. zaocznie zawiesił go w czynnościach biskupich, obłożył karami kościelnymi (w tym ekskomuniką) oraz oczyścił kapitułę krakowską z jego zwolenników. Pod koniec 1308 r. Jan Muskata został wezwany przez Łokietka na rozmowy do Krakowa i aresztowany. Przesiedział pół roku w ciemnej wieży nieopodal własnej katedry, aż do podpisania kapitulacyjnej ugody 2 lipca 1309 r. Następnie przez całą dekadę przebywał na wygnaniu, przeważnie u zaprzyjaźnionego biskupa wrocławskiego Henryka z Wierzbna, tocząc walkę o odzyskanie opuszczonej katedry na polu kościelnym. Walkę tę Muskata wygrał, gdy legat papieski Gentilis, oburzony faktem uwięzienia biskupa przez księcia krakowskiego, 12 czerwca 1310 r. wydał w Bratysławie korzystny dlań wyrok. Tymczasem diecezja cierpiała pod rządami nieuczciwych administratorów z ramienia kapituły. Wygnaniec mógł powrócić do swojej katedry dopiero 7 lat po wyroku legata, gdy starania Łokietka w Kurii awiniońskiej o koronę królewską wymusiły ostateczną zgodę obu antagonistów. Ewentualne kontakty Muskaty ze zbuntowanymi mieszczanami Krakowa (bunt wójta Alberta 1311–1312), na które brak bezpośrednich dowodów w źródłach, były raczej tylko pretekstem, a nie przyczyną, opóźnienia jego powrotu do diecezji.
Ostatnie lata pontyfikatu Jana Muskaty po powrocie do Krakowa charakteryzowały się bardzo małą aktywnością. Muskata nie tylko zrezygnował ze swych ambitnych planów polityczno-kościelnych. Nie angażował się też w działalność gospodarczą, a nawet heretyków zwalczał opieszale. Nieco żywsza działalność kościelna Muskaty w tym okresie ograniczyła się właściwie do wspierania zaprzyjaźnionych klasztorów, zwłaszcza cysterskich. Ostatni akt polityczny Jana Muskaty – udział w koronacji Łokietka na króla Polski na Wawelu, symbolizuje całkowitą klęskę jego dawnych planów politycznych. Zmarł dwa tygodnie później – 7 lutego 1320 r. Jego następcą został duchowny Nanker. Jan Muskata został pochowany nie na Wawelu, lecz w klasztorze cystersów w Mogile pod Krakowem, gdzie do dziś nie pozostał po nim nawet najmniejszy ślad. Jego tablicę nagrobną, wykonaną z brązu, po jednym z pożarów klasztoru w 1743 r. mnisi sprzedali na złom. Najtrwalszym dziełem Muskaty pozostały kamienne zamki, a zwłaszcza Lipowiec.